# Battlestar Galactica (Universal Studios Singapore)
Pour les articles homonymes, voir Battlestar Galactica (homonymie).
Battlestar Galactica est un duel de montagnes russes lancées en métal du parc Universal Studios Singapore, situé sur l'île de Sentosa à Singapour. L'attraction est composée d'un parcours de montagnes russes inversées et d'un parcours de montagnes russes assises. C'est le plus haut duel de montagnes russes au monde. Le thème de l'attraction est Battlestar Galactica.

## Battlestar Galactica: Cylon
Battle Galactica: Cylon sont des montagnes russes inversées. Ses rails sont bleus. Le parcours fait cinq inversions: un zero-G roll, un boomerang, un tire-bouchon et des loopings verticaux. Il plonge aussi dans une fosse de 5 mètres de profondeur remplie de fumée artificielle pour simuler une collision avec le sol. Il comprend également des virages brusques près des bâtiments pour donner l'impression d'un accident.

## Battlestar Galactica: Human
Battlestar Galactica: Human sont des montagnes russes assises sans inversions, qui ont une vitesse maximale de 82,8 km/h. Ses rails sont rouges.

## Fermeture
Les deux parcours ont été fermés du 25 mars 2010 au 21 février 2011 à cause de problèmes techniques.